# Томас Линдал
Томас Роберт Линдал (28. јануар 1938), шведски је научник. Специјализирао се у истраживању рака. Године 2015. добио је Нобелову награду за хемију заједно са америчким хемичарем Полом Л. Модричем и турским хемичаром Азизом Санчаром за механичка проучавања поправке ДНК..

## Образовање
Томас Линдал је рођен у месту Кунгсхолмену у Шведској од oца Фолке Роберта Линдахла и мајке Етел Хулде Хултберг. Добио је титулу доктора филозофије 1967. године, а доктор медицине (данска и норвешка диплома) постао је 1970. године дипломирајући на Институту Каролинска у Стокхолму.

## Каријера и истраживање
Након што је стекао истраживачки докторат, Линдахл је радио постдокторско истраживање на Универзитету Принстон и Универзитету Рокфелер. Био је професор медицинске хемије на Универзитету у Гетеборгу у периоду од 1978. године до 1982. године. Након пресељења у Уједињено Краљевство придружио се 1981. године, као истраживач, у Империјалном фонду за истраживање рака (данас Cancer Research UK) Од 1986. године до 2005. године био је први директор лабораторије Клара Хал у Великој Британији за истраживање рака у Хертфордширу, који је од 2015. године део Института Френсис Крик. Тамо је наставио да истражује до 2009. године. Допринео је многим радовима о поправци ДНК и генетици рака.

## Награде и почасти
Линдал је, 1974. године, изабран у Чланство у Европској организацији за молекуларну биологију и, 1988. године међу чланове Краљевског друштва, а његова потврда о избору гласи: Др. Томас Линдал је познат по својим доприносима разумевању поправке ДНА на молекуларном нивоу у ћелијама бактерија и сисара. Он је први изоловао ДНК лигализу сисара и успео да опише потпуно неочекивану групу ДНК гликозилаза као медијаторе поправке ексцизијом ДНК. Такође је открио јединствену класу ензима у ћелијама сисара, наиме метилтрансферазу, којa посредујe адаптивни одговор на алкилацију ДНК и показао је да експресију ових ензима регулише ада ген. Недавно је разјаснио молекуларни дефект у Блумовов синдрому [sic] који представља недостатак ДНК лигазе. Осим што пружа дубок увид у природу процеса поправке ДНК, његов веома важан допринос обећава да ће олакшати дизајн селективнијих хемотерапеутских лекова за лечење рака. Линдал је такође дао низ значајних доприноса разумевању механизма трансформације на нивоу ДНК Б-ћелије од Епштајн-Баровог вируса. Најзначајнији од њих био је први опис појаве у лимфопоеза затвореног кружног дуплекс вирусне ДНК.
Поделио је Нобелову награду за хемију 2015. године. Шведска академија је напоменула да је 'Нобелова награда за хемију за 2015. годину додељена заједно Томасу Линдалу, Полу Модричу и Азизу Санкару за механичке студије поправке ДНК'.